# サナンダ・マイトレイヤ
サナンダ・マイトレイヤ（Sananda Maitreya、本名 Terence Trent Howard、1962年3月15日 - ）は、アメリカ合衆国ニューヨーク州マンハッタン生まれのミュージシャン。以前はテレンス・トレント・ダービー（Terence Trent D'Arby）の名で活動していた。歌を初めとしてほとんど全ての楽器を自分でプレイする演奏家である。

## 来歴

### ソロ・デビューまで
高校時代はボクシングの才能を発揮し、卒業後もその能力を活かすためにアメリカ陸軍に入隊する。ゴールデン・グローブ賞を与えられるほどの活躍を示すが、やがて軍隊にもボクシングにも失望し、届けも出さないまま逃亡して除隊となる。
逃亡先のドイツでザ・タッチというバンドに加入し、アルバムを制作する（ただし発表されるのは1989年になってから）。1986年にドイツを去ってイギリス ロンドンに移り、短期間ではあるが The Bojangels で活動。その後間もなくソロ契約を獲得する。

### テレンス・トレント・ダービーとして
1987年にコロムビア・レコードから発売されたデビュー・アルバム『T.T.D. Introducing The Hardline According to Terence Trent D'Arby』はロック、ファンク、リズム・アンド・ブルース、ゴスペルなどをクロスオーバーさせた音楽性で瞬く間に成功を収め、発売後3日間でミリオン・セラーに達する。アメリカでも逆輸入の形でヒットし、累計売上は1200万枚を超えている。Wishing Well, If You Let Me Stayはプリンスがライブでカバーしたことでも有名になる。翌年にはグラミー賞 Grammy Award for Best Male R&B Vocal Performance 、ブリット・アワード International Breakthrough Act を授与された。
しかし続くアルバム『N.F.N.F. Neither Fish Nor Flesh』（1989年）では評論家の批評も辛辣なものが増え、売り上げも200万枚程度に終わってしまい、前作ほどの商業的成功を収めることが出来なかったが、レニー・クラヴィッツ、ジョージ・マイケル、ブルース・スプリングスティーンなどはこのアルバムを絶賛しており、アーティストからの評価は非常に高かった。
ロサンゼルスに転居してアルバム『シンフォニー・オア・ダム』（1993年）を発表。ロック色の強い本作は批評家の受けも良く、ラジオ局でも頻繁にエアプレイされる。『バイブレーター』（1995年）発表後はコロムビア・レコードを離れてジャヴァ・レコードと契約、アルバム Solar Return の制作を始めるも完成せず、2000年に権利を引き取ってレコード会社を離れる。
1999年には INXS のシンガーとして参加し、2000年シドニーオリンピックの開会式に出演した。

### サナンダ・マイトレイヤとして
現在のサナンダ・マイトレイヤという名にしたのは夢でのお告げによる。当初は夢で「サナンダ」と呼ばれたものの誰のことかわからなかったが、数回夢でそう呼ばれ続けて、「サナンダ」とは自分のことである、そして「テレンス・トレント・ダービー」よりもそちらの名前が自分らしいと感じ始めた。1995年頃には、親しい友人やスタッフなどは「サナンダ」と呼んでいたらしい。1998年頃には自身のオフィシャル・サイトなどで「TTD/Sananda」という併記が見られる。2001年10月4日には戸籍上の名前としても芸名としても、「サナンダ・マイトレイヤ」と名乗ることになった。この年ドイツへ戻ってミュンヘンへ転居、自らのレーベル サナンダ・レコードを起ち上げ、Solar Returnの楽曲を含むアルバム『ワイルドカード』を完成させる。セールス的には前作を下回ってしまったが、このアルバムもアーティストからの評価は高く、レニー・クラヴィッツはこのアルバムを高く評価しているようである。後に、 サナンダ・レコードはツリーハウス・パブリッシングと名前を変え、現在、作品の著作権等はすべて同社が所有する。
2002年にイタリア ミラノへ移って『Angels & Vampires』を制作、2011年4月までにフルアルバム3作をオンラインで発表している。最近の作品の発表の仕方として、まずチャプター（平均5～6曲）単位で発表・販売し、数チャプターがまとまったところでフルアルバムという形で販売することが多い。2012年に入ってからは新しいプロジェクト『Return To Zooathalon』に着手。2012年3月に『Chapter 1:‘The Last Train To Houston'』、6月に『Chapter 2:‘Sex & Insanity Sells'』、10月に『Chapter 3:‘The Further Adventures of Stagger Lee’ 』を発表。2013年1月に来日公演発表後、2月にはマスター・バージョンが完成。正式にMP3ダウンロードの開始、及びCDプレオーダーの受付を開始した。
サナンダ・マイトレイヤ名義になってからの楽曲を、本人はPost Millennium Rock (ポスト・ミレニアム・ロック)というジャンルで定義付けている。テレンス・トレント・ダービー時代は、本人の思惑を無視して所属レコード会社が「ソウル」「ファンク」「Ｒ＆Ｂ」というステレオタイプ的にジャンル分けしたことに反発していたが、本来の自分の音楽はどのようなジャンルにもカテゴライズされない、自分こそがジャンルそのもの、つまり「ポスト・ミレニアム・ロック」であるということである。
基本的にアルバムは全ての楽器を本人が演奏しているが、ライブでは Sananda Maitreya & The Nudge Nudge として出演している。The Nudge NudgeはベースのEnea Bardi "IlConte"とドラムとバックボーカルのNik "The Sticks" Taccoriの二人である。
作品の購入は本人の公式サイト、もしくはコンサート会場でのみ可能であったが、2013年3月1日より、amazon.co.jpで最新アルバム『Return To Zooathalon』のMP3ダウンロード販売を開始。公式サイトは基本的に英語であるが、物販ページの"HOW TO"には日本語での説明もあり、以前よりも購入がしやすくなっている。フルアルバムはCDとMP3で、ライブアルバムは基本的にMP3での販売。公式サイトでは楽曲の購入以外にも、テレンス・トレント・ダービー時代から現在のライブ映像、インタビュー映像、雑誌アーカイブ、Writingなど非常に充実した内容である。特に Writing は1998年からの本人による近況であったり、作品についてのエッセイ、哲学的思索、ユーモアあふれる雑記など、多岐に亘る内容で非常に読みごたえがある（但し英語のみ）。
2003年6月30日にイタリア人女性のFrancesca Franconeと結婚*。2010年6月には長男のFrancesco Mingus Maitreya誕生*。2012年10月に次男Federico Elvis Maitreya誕生。イタリア・ミラノで幸せな家庭を築いている。その名前から仏教徒とよく思われるが、現在はカトリック教徒である（正式名は Sananda Francesco Maitreya）。

## ディスコグラフィ

### テレンス・トレント・ダービー

#### アルバム
- T.T.D. - Introducing The Hardline According to (1987)
- N.F.N.F. - Neither Fish Nor Flesh (1989)
- シンフォニー・オア・ダム - Symphony or Damn (1993)
- バイブレーター - Vibrator (Batteries Included) (1995)

#### シングル
- イフ・ユー・レット・ミー・ステイ（行かないで、ステイ） - If You Let Me Stay (1987)
- ウィッシング・ウェル - Wishing Well (1987)
- ダンス・リトル・シスター - Dance Little Sister (1987)
- 恋愛契約 - Sign Your Name (1987)
- 歪められた愛 - This Side Of Love (1989)
- 誰かを深く知るということは、誰かを思いやりのある心で理解するということ - To Know Someone Deeply Is To Know Someone Softly (1990)
- ビリー、僕には恋をしないでくれ - Billy Don't Fall (1990)
- ドゥ・ユー・ラブ・ミー・ライク・ユー・セイ? - Do You Love Me Like You Say? (1993)
- デリケート - Delicate (1993)
- シー・キスト・ミー - She Kissed Me (1993)
- レット・ハー・ダウン・イージー - Let Her Down Easy (1993)
- ターン・ザ・ページ  - Turn The Page (1993)
- ネオン・メサイア - Neon Messiah (1993)
- ホールディング・オン・トゥ・ユー - Holding On To You (1995)
- バイブレーター - Vibrator (1995)
- スーパーモデル・サンドイッチ - Supermodel Sandwich (1995)
- What Shall I Do? (2002)
- オー・ディヴィーナ O Divina (2002)

### サナンダ・マイトレイヤ
- ワイルドカード - Wild Card (2001)
- Wildcard! - THE JOKERS' EDITION (2002)  *MP3  ※上記「ワイルドカード」から内容・構成を変更
- Angels & Vampires - Volume I   *MP3
- Angels & Vampires - Volume II   *MP3
- Influenza in Firenze (2007) - Live album *MP3
- Camels at the Crossroads (2007) - Live album *MP3
- Lovers & Fighters (2008) - Live album *MP3
- Nigor Mortis   *MP3  *CD
- The Sphinx   *MP3  *CD
- Confessions of a Zooathaholic(2011) - Live album *MP3
- Return To Zooathalon (2013)   *MP3

### ザ・タッチ

#### アルバム
- Love On Time (EP) (1984)
- Early Works (1988)

#### シングル
- I Want To Know (International Lady) (1989)

## 来日公演

### テレンス・トレント・ダービー
- SYMPHONIC DAMNATION WORLD TOUR 1993

1993年12月4日 名古屋センチュリーホール、12月5日 福岡サンパレス、12月7日 仙台サンプラザ、12月8日 NHKホール、12月9日 日本武道館、12月15日 大阪フェスティバルホール
- VIBRATOR WORLD TOUR 1995

1995年5月14日・15日 大阪フェスティバルホール、5月16日 メルパルクホール広島、5月18日 名古屋クラブクアトロ、5月19日 名古屋センチュリーホール、5月20日 福岡サンパレス、5月22日 大阪クラブクアトロ、5月23日 大阪IMPホール、5月24日 渋谷クラブクアトロ、5月26日 月寒グリーンドーム、5月29日 仙台イズミティ21、5月30日・31日 日本武道館

### サナンダ・マイトレーヤ
- RETURN TO ZOOATHALON TOUR 2013

2013年3月20日 モーションブルー横浜
2013年3月21日 ブルーノート東京
（Sananda Maitreya & The Nudge Nudge （サナンダ・マイトレーヤ＆ザ・ナッジ・ナッジ）として出演）

※「12年ぶりにライブ」と宣伝されているが、これは2001年の「ワイルドカード」発売時のプロモーション来日から12年であり、実際にライブでの来日は18年ぶりである。